# Мрежичко (област Кърджали)
 За другото българско село вижте Мрежичко (Област Бургас).  
Мрежичко е село в Южна България. То се намира в община Джебел, област Кърджали.

## География
Село Мрежичко се намира в планински район.

## Население
Преброяване на населението през 2011 г.
Численост и дял на етническите групи според преброяването на населението през 2011 г.:
|                     | Численост | Дял (в %) |
| Общо                | 105       | 100,00    |
| Българи             | 0         | 0,00      |
| Турци               | 70        | 66,66     |
| Цигани              | 0         | 0,00      |
| Други               | 0         | 0,00      |
| Не се самоопределят | 0         | 0,00      |
| Неотговорили        | 35        | 33,33     |

## Религии
Ислям